# Pleurota hebetella
Pleurota hebetella é uma espécie de insetos lepidópteros, mais especificamente de traças, pertencente à família Oecophoridae.
A autoridade científica da espécie é Émile Louis Ragonot, tendo sido descrita no ano de 1889.
Trata-se de uma espécie presente no território português.